# Novaja Malikla-i járás

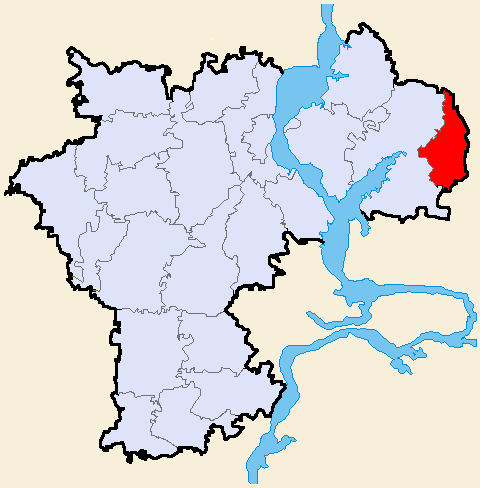
A Novaja Malikla-i járás az Uljanovszki területen

A Novaja Malikla-i járás (oroszul Новомалыклинский район) Oroszország egyik járása az Uljanovszki területen. Székhelye Novaja Malikla.

## Népesség
- 2002-ben lakosságának 31,6%-a tatár, 28%-a mordvin, 21,8%-a orosz, 18,6%-a csuvas.
- 2010-ben 15 379 lakosa volt, melynek 31,1%-a orosz, 29,1%-a tatár, 19%-a mordvin, 15%-a csuvas.